# Enclave
Enclave ist ein von den Starbreeze Studios entwickeltes Third-Person-Actionspiel. Es wurde 2002 von SWING! Entertainment in Europa und Conspiracy Games in den USA für die Xbox veröffentlicht. 2003 folgte die von Vivendi Games veröffentlichte Version für Windows. 2012 wurde es als Enclave: Shadows of Twilight für die Wii veröffentlicht.

## Handlung
In der von Magie beherrschten Welt wurden die Völker des Lichts und der Finsternis durch einen unendlich tiefen Riss, der vor Jahrtausenden als Folge des Krieges die Erde aufspaltete, voneinander getrennt. Das Land Celenheim ist reich und gedeiht prächtig. Es bildet eine Enklave der Aufrichtigkeit und der Ordnung, umgeben von den verunstalteten und unfruchtbaren Einöden der Finsternis, den kriegsverwüsteten Ebenen der sogenannten Outlands. Im Lauf der Jahrhunderte begann sich jedoch der tiefe Riss wieder zu schließen, und Scharmützel zwischen den Mächten des Lichts und der Finsternis entlang der Grenzgebiete gehörten schon bald zum Alltag. Nun ist es nur noch eine Frage der Zeit, bis diese Auseinandersetzungen in einen gnadenlosen Krieg münden.
Celenheim kämpft ums Überleben. Eine Gruppe von Männern und Frauen wird auf eine gefährliche Reise geschickt in der Hoffnung, die Enklave vor der Zerstörung zu bewahren. Ihr Abenteuer führt sie durch feindliches Gebiet auf der Suche nach dem Volk von Meckelon, ihren antiken Vorfahren, von denen sie vor langer Zeit getrennt wurden. Vielleicht werden sie in ihnen die Hilfe finden, die sie so dringend benötigen.
Doch Mordessa, die dunkle und geheimnisvolle Führerin der Outlands, plant, den alten Dämon Vatar, der damals für die Aufspaltung der Welt verantwortlich war, aus den Tiefen der Unterwelt zurückzuholen, um die magischen Länder Celenheims zu beanspruchen. Dazu sendet sie ihre Diener aus, um ein Artefakt verbotenen Wissens zu erlangen, welches bisher von der Menschheit verborgen wurde: das Buch der Seelen. Mit dem Inhalt des Buches besäße sie den Schlüssel zur Unterwelt und zu Kräften, die das Vermögen der Sterblichen übersteigen.

## Spielmechanik
Enclave ist ein Actionspiel, das man aus einer Third-Person-Perspektive steuert. Der Hauptaspekt liegt darin, sich mit verschiedenen Waffen wie Schwertern, Äxten, Bögen oder auch Sprengstoff sowie Zaubersprüchen durch diverse Gegner einen Weg durch die einzelnen Level zu bahnen. Zwischen den einzelnen Gebieten kann der Spieler neue Ausrüstung wie Waffen, Rüstungen und Heiltränke kaufen.
Zu Beginn des Spiels kann der Spieler sich für eine der beiden Seiten, die des Lichts oder der Dunkelheit, entscheiden und des Weiteren eine Charakterklasse wählen, welche jeweils andere Vor- und Nachteile, besondere Fertigkeiten und Zugriff auf verschiedene Waffen und Rüstungen hat.
Je nach Seitenwahl hat man in den relativ linear verlaufenden, aneinander gereihten Leveln unterschiedliche Aufgaben zu erledigen oder erkundschaftet gar komplett andere Gebiete. Zudem wird man überwiegend mit Gegnern konfrontiert, die der jeweils anderen Seite angehören.

### Seite des Lichts
RitterDie Ritter sind starke Krieger, deren Tapferkeit auf dem Schlachtfeld und Qualitäten im Nahkampf unübertroffen sind. Sind die Ritter darin anderen auch überlegen, so sind ihre Fertigkeiten in der Magie und im Kampf auf größere Entfernung praktisch nicht existent, weshalb sie meist auf Schwert und Schild sowie schwere Rüstungen zurückgreifen.
JägerinDie Jägerinnen von Aylewood sind schneller mit ihrem Bogen als jeder andere, vielleicht sogar schneller als die Ark-Moor-Assassinen aus den Outlands. Die Elfen haben eine natürliche Sehschärfe, die die der anderen Rassen bei weitem übertrifft.
DruidinDie Druiden sind ein geheimer Orden, der in der Abgeschiedenheit und unabhängig vom Hohen Rat der Enklave leben. Sie verfügen über ein ausgeprägtes Gespür für Störungen im Gleichgewicht der Natur, und die Outlander sind die größte Störung überhaupt. Um dieses Gleichgewicht wiederherzustellen, greift die Druidin in erster Linie auf ihre Naturmagie zurück.
HalblingDie Halblinge sind den Elfen von Celenheim immer treu geblieben und werden oft als Späher oder Spione eingesetzt. Sie sind sehr schnell und beweglich und können trotz ihrer geringen Größe ihren Feinden schwere Verletzungen zufügen. Trotz allem mangelt es ihnen an körperlicher Kraft.
IngenieurDie Gnome sind die Handwerker, Arbeiter und Ingenieure der Bevölkerung, und ihr handwerkliches Geschick ist unübertroffen. Aber so sehr sie auch schöpferisch begabt sind, so viel Talent legen sie auch bei der Zerstörung von Dingen an den Tag.
ZaubererDie Zauberer sind mächtige Elementarmagier, denen eine große Auswahl an verheerenden Zaubern zur Verfügung steht. Auf der anderen Seite sind die Zauberer aber auch körperlich schwach und nahezu wehrlos, wenn sie in Nahkämpfe verwickelt werden.

### Seite der Finsternis
AssassineDie Assassinen von Ark Moor werden schon seit Generationen gezüchtet und erfahren eine äußerst strenge und harte Erziehung. Im Kampf verlassen sie sich nicht auf Kraft, sondern auf ihre Heimtücke und Treffsicherheit mit dem Bogen.
ZauberinDie Zauberinnen verfügen über die mächtigsten Angriffskräfte aller Wesen der Outlands, sind jedoch im Nahkampf klar unterlegen und können nur leichte Rüstungen tragen.
BerserkerDie Berserker bilden die vorderste Front der Outland-Armeen. Ihre Größe, Kraft und Kriegskunst machen sie zu perfekten Kampfmaschinen, was jedoch ihr einziger Vorzug ist, da sie nicht gerade mit einem hohen Maß an Intelligenz gesegnet sind.
GoblinDie Goblins sind klein, gleichen ihre geringe Größe aber durch Boshaftigkeit wieder aus. Sie sind aufgrund ihrer beachtlichen Geschicklichkeit ausgezeichnete Späher.
BombardierDie Bombardiere setzen sich aus den verrücktesten, gestörtesten Fanatikern des gesamten Kontinents zusammen. Ihre Aufgabe ist vor allem die Sabotage und Sprengung feindlicher Einrichtungen einschließlich der Feinde selbst. Die Qualitäten der Bombardiere im Nahkampf sind eher durchschnittlich. Ihre eigentliche Stärke liegt darin, Bomben zu legen und tödliche Fallen zu stellen.
LichDie Lichs sind untote Magierkundige, die vom Hohen Rat von Ark Moor mit deren gefangenen Seelen kontrolliert werden. Gegen ihre Feinde greifen sie auf ein Sortiment vernichtender nekromantischer Zaubersprüche zurück.

## Kritiken
Paul Kautz von 4Players bezeichnet Enclave als „schweres, abwechslungsreiches und wunderschönes Fantasy-Schlachtfest.“ Er kritisierte jedoch „die praktisch nicht vorhandenen Interaktionsmöglichkeiten und etwas sterilen Levels sowie das Speichersystem“. Die Präsentation sei „atemberaubend, Grafik und Sound bewegen sich auf höchstem Niveau“, Gesamtergebnis: 82 %
Dirk Gooding von der PC Games findet, dass ihm Enclave „dank der spannenden Kampagnen und interessanten Charakteren einfach eine Menge Spaß“ mache. Es sehe „nicht nur auf älteren Rechnern oberklasse aus und läuft dabei noch extrem flüssig. Auch die Steuerung und die Verteilung der Speicherpunkte wurde“ für die PC-Version „deutlich verbessert.“ Er bemängelte jedoch „die schlechte Wegfindung der Gegner oder die teils holprigen Animationen“, Gesamtergebnis 79 %